# Deutscher Leichtathletik-Verband
Der Deutsche Leichtathletik-Verband e. V. (DLV) ist der Dachverband aller Leichtathletikvereine Deutschlands. Sein Sitz befindet sich in Darmstadt.

## Geschichte

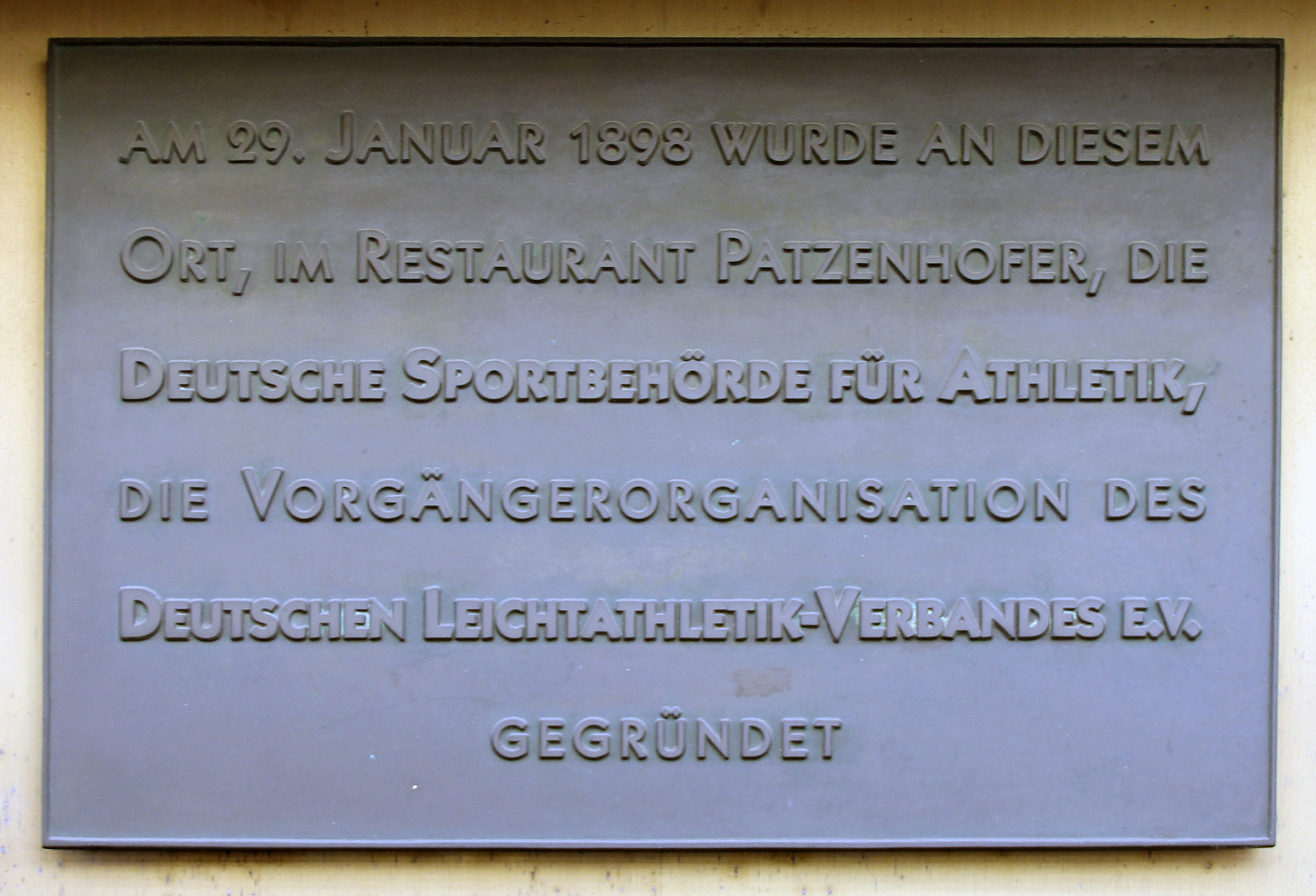
Gedenktafel zur Gründung der Deutschen Sportbehörde für Athletik 1898 am Haus, Friedrichstraße 71, in Berlin-Mitte

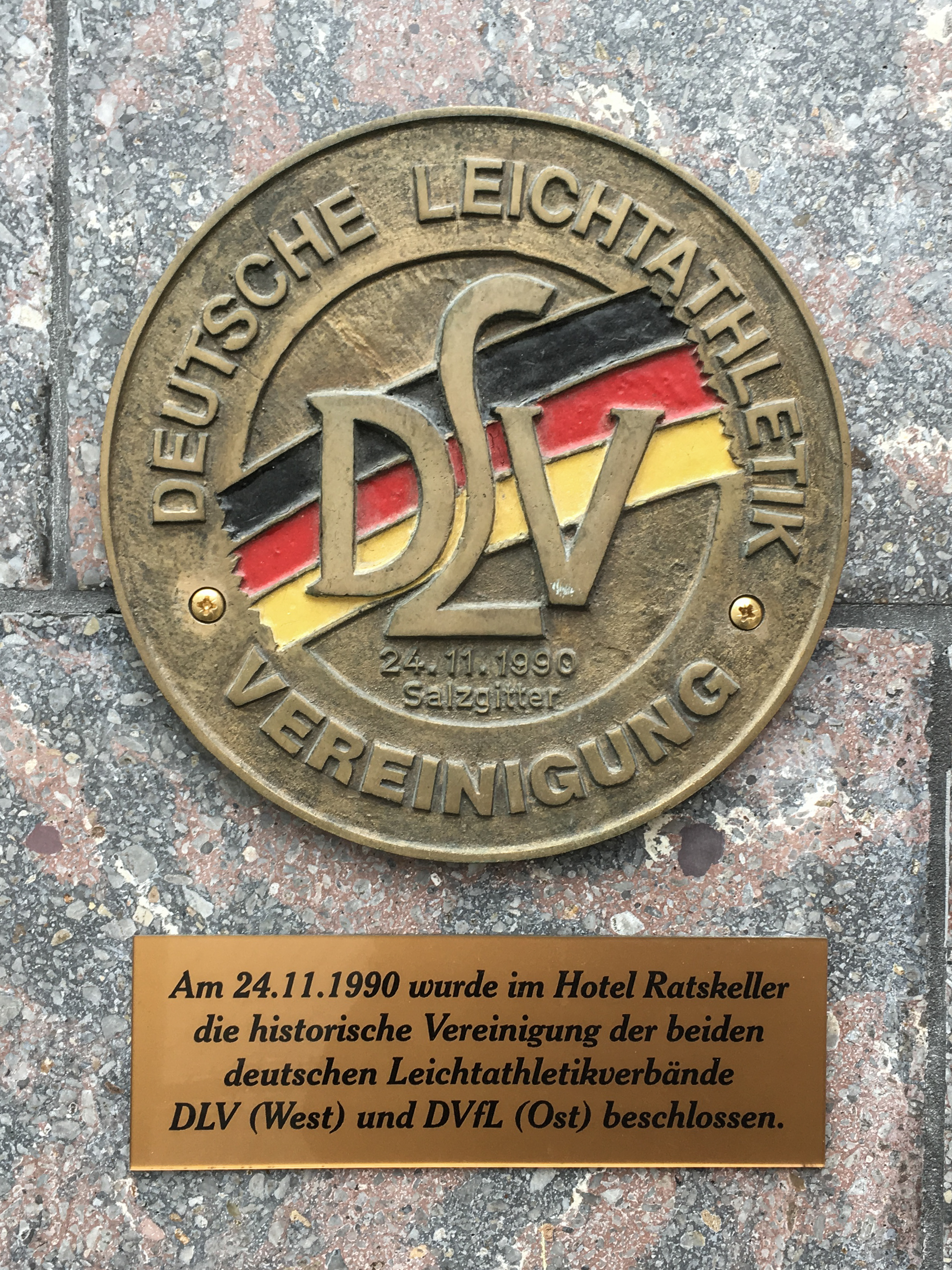
Gedenktafel am Ratskeller in Salzgitter-Bad zur Vereinigung von DLV und DVfL

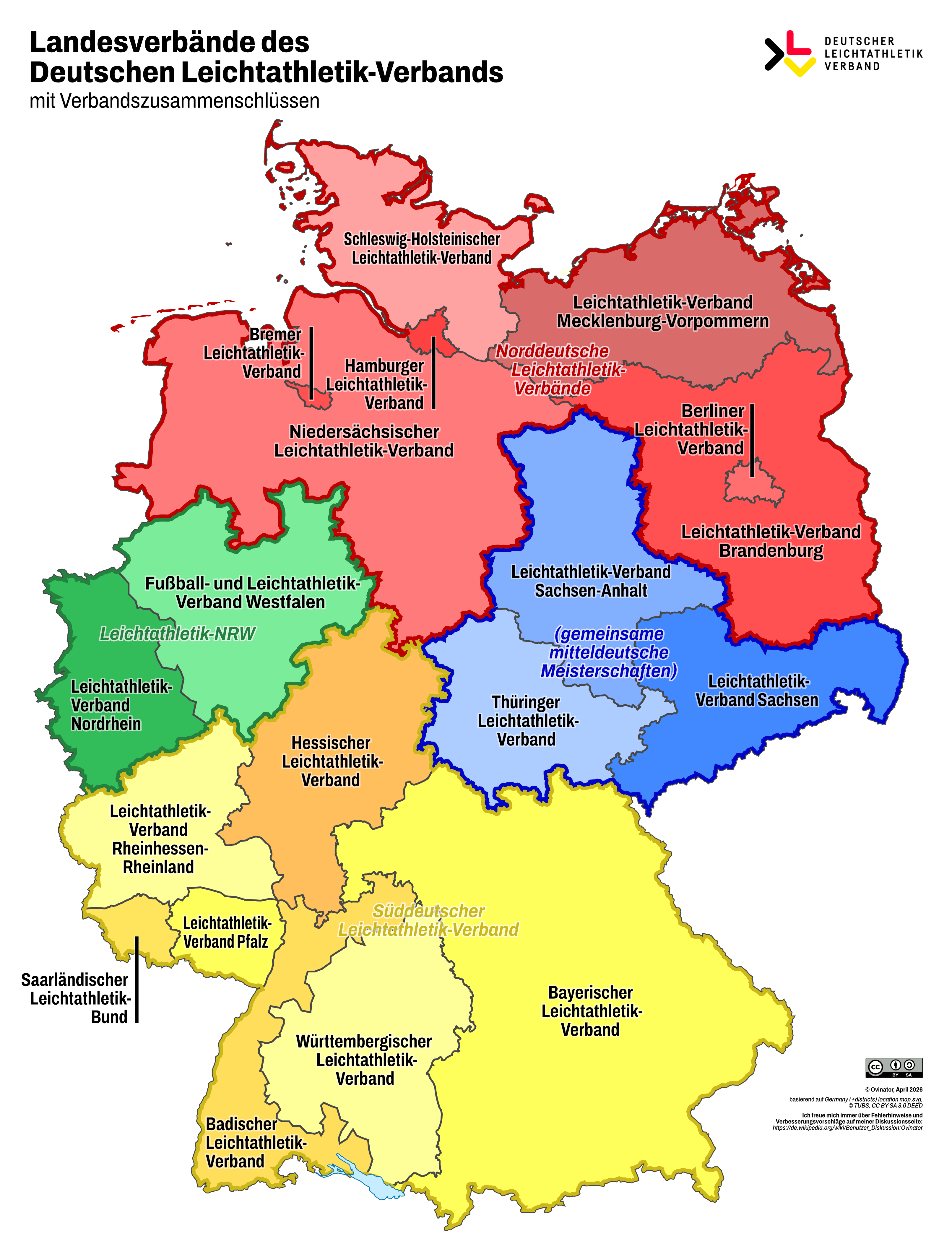
Landesverbände des Deutschen Leichtathletik-Verbands

Der Sportverband wurde am 29. Januar 1898 in Berlin als Deutsche Sportbehörde für Athletik gegründet und 1908 bei gleichzeitiger Umbenennung in Deutsche Sportbehörde für Leichtathletik von einem Bund der Vereine in einen Bund der (Landes-)Verbände umgewandelt.
Operativ waren zu der Zeit – und noch bis 1933/34 – in einigen Fällen die regionalen Fußball-Verbände des DFB für Leichtathletik-Veranstaltungen auf regionaler und lokaler Ebene zuständig; so führte zum Beispiel der Norddeutsche Fußball-Verband im selben Jahr 1908 in Kiel erstmals die norddeutschen Meisterschaften durch. Bis 1933 gab es im Verband einen Leichtathletik-Ausschuss, dessen Vorsitzender Sitz und Stimme im NFV-Vorstand hatte. Im Süden gab es 1927 eine förmliche Fusion zweier Verbände zum Süddeutschen Fußball- und Leichtathletik-Verband.
Im Jahr 1933 wurde im Zuge der Gleichschaltung des deutschen Sports die Sportbehörde in Deutscher Leichtathletik-Verband umbenannt und schließlich 1935 in das Reichsfachamt Leichtathletik unter der Leitung von Karl Ritter von Halt überführt. Bereits 1946 gab es wieder deutsche Meisterschaften, aber der DLV wurde erst 1949 unter der heutigen Bezeichnung in München wiedergegründet, während es zuvor noch Hoffnung auf einen gesamtdeutschen Verband gegeben hatte. Als Geschäftssitz wurde Kassel festgelegt, 1973 wurde der Sitz nach Darmstadt verlegt. Am 24. November 1990 vereinigte sich der DLV mit dem Leichtathletikverband der DDR (DVfL). 2017 gehörten ihm mehr als 815.000 Mitglieder an, die sich auf fast 7.600 Vereine verteilten.
Im Jahr 2023, bei den Weltmeisterschaften 2023, kam erstmals in der Geschichte des DLV und der Leichtathletik-Weltmeisterschaften kein deutscher Athlet unter die besten Drei.

## Vorsitzende bzw. Präsidenten
- 1898–1908: Georg Demmler
- 1908–1913: Carl Diem
- 1913–1919: Johannes Runge
- 1920–1921: Johannes Steffen
- 1921–1931: Franz-Paul Lang
- 1931–1945: Karl Ritter von Halt
- 1949–1970: Max Danz
- 1970–1985: August Kirsch
- 1985–1988: Eberhard Munzert
- 1989–1993: Helmut Meyer
- 1993–2001: Helmut Digel
- 2001–2017: Clemens Prokop
- 2017–2024: Jürgen Kessing

Im Rahmen einer Strukturreform wurde das Präsidium des Deutschen Leichtathletik-Verbands 2024 durch hauptamtliche Vorstände ersetzt. Diese werden von einem ehrenamtlichen Aufsichtsrat berufen.
Vorstandsvorsitzender:
- 2024–-0: Cheick-Idriss Gonschinska

## Organisation
Der DLV ist der sechstgrößte Fachverband im Deutschen Olympischen Sportbund. Er ist untergliedert in zwanzig Landesverbände. Diese bilden den Verbandsrat mit weitgehenden Kontrollrechten (u. a. Budgetrecht).
Geführt wird der Verband von einem geschäftsführenden Präsidium aus sechs gewählten gleichberechtigten Mitgliedern, ergänzt durch weitere Positionen.
Dem Präsidium steht eine Geschäftsstelle mit ca. 40 Mitarbeitern zur Unterstützung zur Verfügung. Geführt wird die DLV-Geschäftsstelle durch einen Generaldirektor. Generaldirektor ist Cheick-Idriss Gonschinska.
Die DLV-Werbe- und Lizenzrechte werden von der Deutschen Leichtathletik Marketing GmbH vermarktet, die auch die DLV-Top-Veranstaltungen ausrichtet. Bis Juni 2013 operierte die DLM unter dem Namen Deutsche Leichtathletik Promotion- und Projektgesellschaft mbH (DLP). Sie wird vom deutschen Sportmarketing-Manager Frank Lebert geführt.
Im August 2018 war der DLV Ausrichter der Leichtathletik-Europameisterschaften im Auftrag der EAA. Zu deren Vorbereitung und Durchführung hatte der DLV 2015 die BEM GmbH (Berlin Leichtathletik-EM 2018 GmbH) gegründet. Dort waren ca. 50 Mitarbeiter tätig.
Seit Juni 2021 gibt es die DLV TrueAthletes App für iOS im App Store und Android bei Google Play. Die Applikation zeigt Neuigkeiten, Wettkämpfe, Ergebnisse, Bestenlisten und Athletenprofile.
Europäischer Dachverband des DLV ist die European Athletic Association (EAA). Internationaler Dachverband ist World Athletics (früher IAAF).

## Öffentlichkeitsarbeit
Der Deutsche Leichtathletik-Verband informiert die Öffentlichkeit auf seiner Webseite leichtathletik.de über Themen rund um die Leichtathletik. Darüber hinaus betreibt der DLV einen Instagram-, Facebook- sowie Twitter-Kanal.

## Ehrungen
Der DLV organisiert seit 1991 die Vergabe des Preises Leichtathleten des Jahres (Deutschland), der Hall of Fame der deutschen Leichtathletik.

## Veranstaltungen
Quelle: DLV-Statistik

### Hauptklasse
- Deutsche Meisterschaften
- Deutsche Hallenmeisterschaften
- Deutsche Mehrkampfmeisterschaften
- Deutsche Hallenmehrkampfmeisterschaften
- Deutsche Langstreckenmeisterschaften
- Deutsche Staffelmeisterschaften (sollten ab 2020 stattfinden, wegen COVID-19-Pandemie verschoben)
- Deutsche Marathonmeisterschaften
- Deutsche Straßenlaufmeisterschaften
- Deutsche Meisterschaften im 100-km-Lauf
- Deutsche Meisterschaften im 10-km-Straßenlauf
- Deutsche Meisterschaften im 50-km-Lauf (bisher einmalige Austragung 2019)
- Deutsche Meisterschaften im 24-Stunden-Lauf (bisher einmalige Austragung 2019)
- Deutsche Crosslaufmeisterschaften
- Deutsche Berglauf-Meisterschaften
- Deutsche Gehermeisterschaften
- Deutsche Meisterschaften im Bahngehen

### Jugend
- Deutsche Juniorenmeisterschaften (U23)
- Deutsche Jugendmeisterschaften (U20, U18)
- Deutsche Jugendhallenmeisterschaften
- Deutsche Jugendmehrkampfmeisterschaften
- Deutsche Team-Meisterschaften U16/U20 (ab 2014 Team-DM U16/U20)
- Deutsche U16-Meisterschaften
- Deutsche Schüler-Mannschaftsmeisterschaft (ab 2013 gemeinsam mit Deutsche Leichtathletik-Jugendmeisterschaften, ab 2020 wieder eigenständig)
- Deutsche Blockwettkampf-Meisterschaften

### Senioren
- Deutsche Seniorenmeisterschaften
- Deutsche Senioren-Mehrkampfmeisterschaften
- Deutsche Senioren-Hallenmeisterschaften
- Deutsche Senioren Wurf-Mehrkampfmeisterschaften
- Deutsche Senioren-Mannschaftsmeisterschaften

### Ehemalige Veranstaltungen
- Team-DM (bis 2013 Deutsche Mannschaftsmeisterschaften, bis 2015 ausgetragen)
- Deutsche Jugend-Langstaffelmeisterschaften (bis 2018, ab 2020 im Rahmen der Deutschen Staffelmeisterschaften)
- Deutsche Seniorenmeisterschaften im Bahngehen (ab 2012 gemeinsam mit Deutsche Meisterschaften im Bahngehen)
- Deutsche Geher-Hallenmeisterschaften

## Landesverbände
| Bundesland             | Verband                                         | Abkürzung | Gemeinsame Meisterschaften     | Zusammenschlüsse                            |
| ---------------------- | ----------------------------------------------- | --------- | ------------------------------ | ------------------------------------------- |
| Berlin                 | Berliner Leichtathletik-Verband                 | BLV       | Norddeutsche Meisterschaften   | Norddeutsche Leichtathletik-Verbände (NDLV) |
| Brandenburg            | Leichtathletik-Verband Brandenburg              | LVB       | Norddeutsche Meisterschaften   | Norddeutsche Leichtathletik-Verbände (NDLV) |
| Bremen                 | Bremer Leichtathletik-Verband                   | BLV       | Norddeutsche Meisterschaften   | Norddeutsche Leichtathletik-Verbände (NDLV) |
| Hamburg                | Hamburger Leichtathletik-Verband                | HHLV      | Norddeutsche Meisterschaften   | Norddeutsche Leichtathletik-Verbände (NDLV) |
| Mecklenburg-Vorpommern | Leichtathletik-Verband Mecklenburg-Vorpommern   | LVMV      | Norddeutsche Meisterschaften   | Norddeutsche Leichtathletik-Verbände (NDLV) |
| Niedersachsen          | Niedersächsischer Leichtathletik-Verband        | NLV       | Norddeutsche Meisterschaften   | Norddeutsche Leichtathletik-Verbände (NDLV) |
| Schleswig-Holstein     | Schleswig-Holsteinischer Leichtathletik-Verband | SHLV      | Norddeutsche Meisterschaften   | Norddeutsche Leichtathletik-Verbände (NDLV) |
| Nordrhein-Westfalen    | Fußball- und Leichtathletik-Verband Westfalen   | FLVW      | NRW-Meisterschaften            | Leichtathletik-NRW                          |
| Nordrhein-Westfalen    | Leichtathletik-Verband Nordrhein                | LVN       | NRW-Meisterschaften            | Leichtathletik-NRW                          |
| Baden-Württemberg      | Badischer Leichtathletik-Verband                | BLV       | Süddeutsche Meisterschaften    | Süddeutscher Leichtathletik-Verband (SLV)   |
| Baden-Württemberg      | Württembergischer Leichtathletik-Verband        | WLV       | Süddeutsche Meisterschaften    | Süddeutscher Leichtathletik-Verband (SLV)   |
| Bayern                 | Bayerischer Leichtathletik-Verband              | BLV       | Süddeutsche Meisterschaften    | Süddeutscher Leichtathletik-Verband (SLV)   |
| Hessen                 | Hessischer Leichtathletik-Verband               | HLV       | Süddeutsche Meisterschaften    | Süddeutscher Leichtathletik-Verband (SLV)   |
| Rheinland-Pfalz        | Leichtathletik-Verband Rheinhessen-Rheinland    | LVRR      | Süddeutsche Meisterschaften    | Süddeutscher Leichtathletik-Verband (SLV)   |
| Rheinland-Pfalz        | Leichtathletik-Verband Pfalz                    | LVP       | Süddeutsche Meisterschaften    | Süddeutscher Leichtathletik-Verband (SLV)   |
| Saarland               | Saarländischer Leichtathletik-Bund              | SLB       | Süddeutsche Meisterschaften    | Süddeutscher Leichtathletik-Verband (SLV)   |
| Sachsen                | Leichtathletik-Verband Sachsen                  | LVS       | Mitteldeutsche Meisterschaften | Mitteldeutsche Meisterschaften              |
| Sachsen-Anhalt         | Leichtathletik-Verband Sachsen-Anhalt           | LVSA      | Mitteldeutsche Meisterschaften | Mitteldeutsche Meisterschaften              |
| Thüringen              | Thüringer Leichtathletik-Verband                | TLV       | Mitteldeutsche Meisterschaften | Mitteldeutsche Meisterschaften              |

## Partner
Seit dem 1. Januar 2005 ist Nike der Generalausrüster des DLV, vorher war dies Adidas.
Seit dem 1. Dezember 2019 ist die SELTEC GmbH mit ihrer Wettkampfsoftware SELTEC Track & Field 3 Ergebnisdienstleister des DLV und seiner Landesverbände.
Seit dem 1. Januar 2021 ist die Warsteiner Brauerei Haus Cramer KG Premiumpartner des DLV und der Deutschen Leichtathletik-Nationalmannschaft.